# Anssi Kela

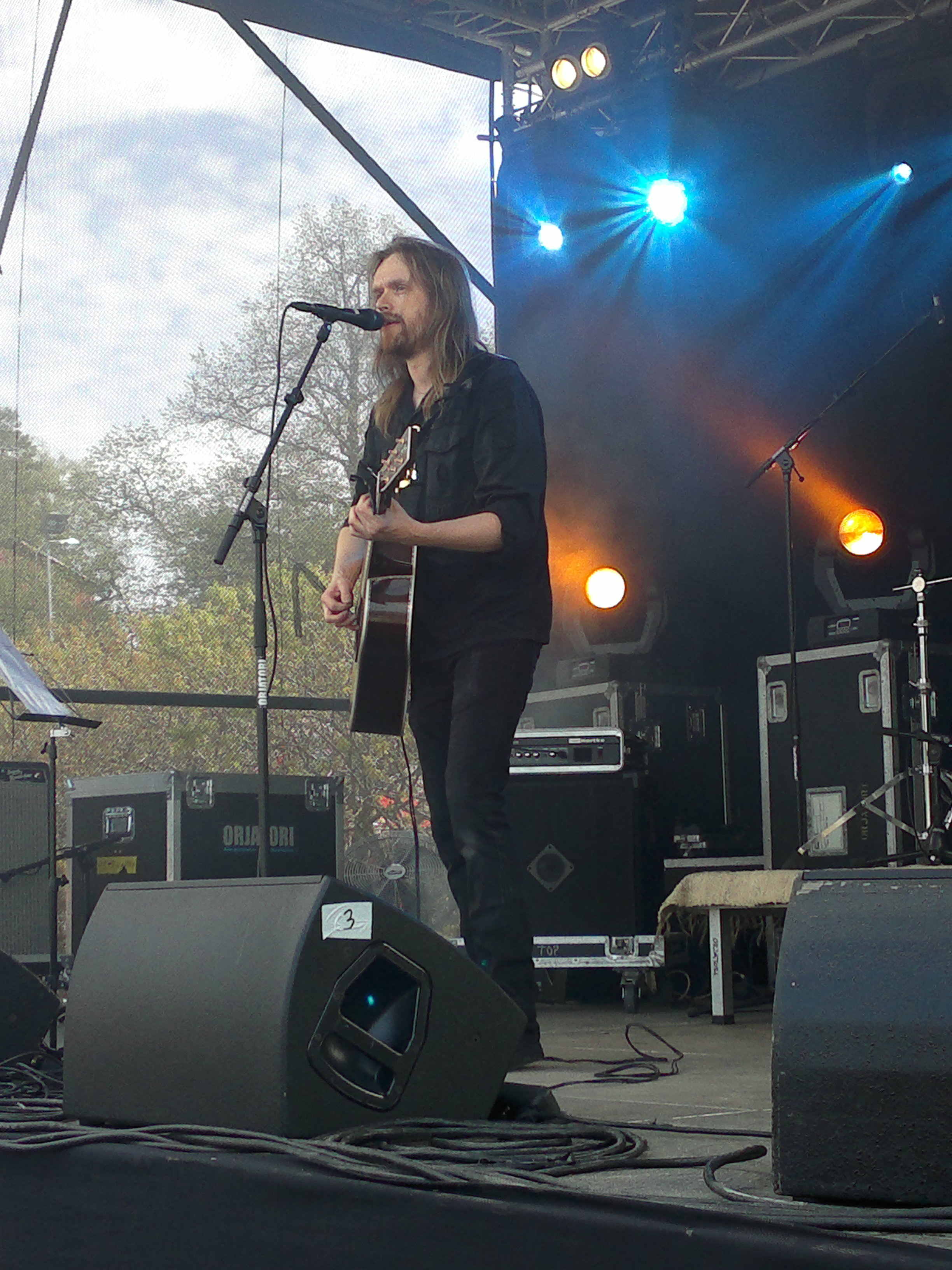
Anssi Kela

Anssi Matias Kela (född 29 juli 1972, i Kervo) är en finsk musiker och låtskrivare. Anssi bodde som barn i Grankulla, när han var 12 år flyttade familjen till Vichtis. Han bodde länge i Nummela, men bor numera i Helsingfors.
Anssis första hit var "Mikan faijan BMW" (Mikas farsas BMW), sedan kom låtarna "Kaksi sisarta" (Två systrar), "Nummela" (namnet på hans hemstad) och "Puistossa" (i parken) från samma album Nummela (2001) vilket var hans debutalbum som soloartist.
Andra albumet, Suuria Kuvioita, kom 2003 med radiohitten "1972". Tredje albumet Rakkaus on murhaa kom ut 19 oktober 2005. 
Anssi började som 7-åring med att spela fiol, men bytte till cello efter ett år och sedan till kontrabas. Anssis båda föräldrar hade musik som yrke, hans far Juha Kela spelade i en gospel-grupp med namnet "Pro Fide". Juha Kela omkom i en bilolycka 1985, vilket Anssi sjunger om på ett eller annat sätt i flera av sina sånger.
1986 startade Anssi med sina klasskamrater en grupp med namnet "Yhdeksäs hetki", vilket 1993 bytte namn till "Pekka ja Susi". Anssi var basist och låtskrivare (hans dröm var att bli världens snabbaste och bästa basist), men fick också börja sjunga när man inte hade någon sångare. Deras enda hit var "Karhun elämää" (1994) som spelades mycket på radio, men försäljningen av albumet Pekka ja Susi (1994) gick inte bra. Gruppen splittrades 1999.
Anssi köpte sig sedan en akustisk gitarr, och började skriva nya låtar. Han hade dragit fram en diktsamling av Raymond Carverin och det påverkade starkt hans sätt att skriva låtar. Förut hade melodin varit det viktigaste, och texten endast en bisak. Men nu började han göra enkla melodier som lyfter fram den mer innehållsrika texten, vilken han framför med en sångstil som påminner om vanligt prat.

## Diskografi
- Pekka ja Susi: Pekka ja Susi (1994)
- Nummela (2001)
- Suuria kuvioita (2003)
- Rakkaus on murhaa (2005)
- Aukio (2009)
- Singlet 2000 -2010 (2010)
- Anssi Kela (2013)
- Nostalgiaa (2015)

### Singlar
- Mikan faijan BMW (2000)
- Kaksi sisarta / Kaksi sisarta (demo) / Mikan faijan BMW (demo) (2001)
- Nummela (radio edit) (promotional single, 2001)
- Puistossa / Puistossa (Flegmaatikot-remix) / Puistossa (demo) (2001)
- Milla / Milla (video) / Mikan faijan BMW (video) (2001)
- Suuria kuvioita (2003)
- 1972 (promotional single, 2003)
- Laulu petetyille (radio edit) / Laulu petetyille (promotional single, 2003)
- Karhusaari (promotional single, 2005)
- Rakkaus on murhaa (2006)
- Suomalainen (2007)
- Aamu (2009)
- Kaivos (2009)
- Nolla (2010)
- Levoton tyttö (2013)
- Miten sydämet toimii? (2013)
- Maitohapoilla (2013)
- Palava silta (2013)
- Nostalgiaa (2015)
- Tanssilattialla (2015)
- 2080-luvulla (2015)
- Petri ruusunen (2015)
- Musta tuntuu multa (2016)
- Mä haluun viihdyttää (2017)
- R-A-K-A-S (2017)
- Rappiolla (2017)
- Minä olen muistanut (2017)
- Sininen ja valkoinen (2017)
- Fiilaten ja höyläten (2017)
- Hetki lyö (2017)
- Rakkaus upottaa (2017)
- Ilves (2018)
- Jotain on poissa (2018)
- Ilves (feat. EMO Ensemble) (2019)
- Miljoona volttii (2019)
- Hyppy sumuun (2020)